# Takechi Hanpeita
Takechi Hanpeita, noto anche come Takechi Zuizan (武市 瑞山?) (武市 半平太 (?); Fukii, 24 ottobre 1829 – 3 luglio 1865), è stato un samurai giapponese del Dominio di Tosa durante il periodo Bakumatsu in Giappone.
Nato il 24 ottobre 1829 a Fukii, nella Provincia di Tosa (oggi Kōchi), fu una figura centrale nel movimento sonnō jōi ("riverire l’Imperatore, espellere i barbari") e fondatore del Tosa Kinnō-tō (土佐勤王党), un partito lealista imperiale.

## Biografia
Takechi nacque in una famiglia di samurai di alto rango, che cinque generazioni prima era riuscita a elevarsi socialmente grazie alla prosperità agricola. Nel 1841 divenne discepolo dello stile di scherma giapponese Nakanishi-ha Ittō-ryū. Dopo la morte dei genitori nel 1849, sposò la figlia maggiore di Shimamura Genjirō per prendersi cura della nonna anziana.
Nel 1854 aprì un proprio dōjō a Kōchi, che nel giro di un anno contava oltre 120 discepoli, tra cui Nakaoka Shintarō e Okada Izō. Fu poi inviato a Edo per riformare il dōjō ufficiale del clan, dove conobbe Sakamoto Ryōma.

## Attività politica
Nel 1860, influenzato dalla spedizione di Commodoro Perry e dalle opere del pensatore Hirata Atsutane, Takechi fondò il Tosa Kinnō-tō, un gruppo radicale con 192 membri, per promuovere l’espulsione degli stranieri e il ripristino del potere imperiale. Il gruppo assassinò Yoshida Tōyō, consigliere del daimyō Yamauchi Yōdō, il 6 maggio 1862.
Takechi cercò di ottenere il favore della Corte Imperiale e fu ricevuto dallo shōgun Tokugawa Iemochi, ma il suo movimento fu poi represso da Yamauchi Yōdō. Arrestato nel 1863, fu imprigionato per quasi due anni e costretto a commettere seppuku il 3 luglio 1865.

## Eredità
Dopo la sua morte, il Tosa Kinnō-tō fu smantellato. Alcuni membri, come Nakaoka Shintarō, continuarono la lotta come rōnin. Nel 1877, Takechi ricevette la grazia postuma e nel 1891 fu promosso al rango di Corte Senior Quarto.

## Residenza e tomba
La sua casa natale e la tomba a Kōchi sono state dichiarate Sito Storico Nazionale nel 1936. La casa, una tipica residenza samuraica dell’epoca Edo, non è aperta al pubblico. La tomba si trova su una collina sopra il Santuario Zuizan, dedicato al suo spirito deificato.

## Rappresentazioni culturali
Takechi è il protagonista della serie e film del 2015 Samurai Sensei. Appare anche come antagonista principale nel videogioco Like a Dragon: Ishin!, dove è rappresentato come fratello adottivo di Sakamoto Ryōma.